# Гилен, Жан
Жан Гилен (фр. Jean Guilaine; род. 24 декабря 1936, Каркасон, Од, Франция) — французский археолог и историк, исследователь доисторической эпохи. С 1994 года — профессор Коллеж де Франс, где возглавляет кафедру европейских культур неолита и бронзового века.
Использует анализ пыльцы и остатков пищи для изучения естественной среды обитания доисторических людей. Один из основателей аграрной археологии. Регулярно проводит в Коллеж де Франс семинары по доисторической тематике, результаты которых публикует в сборниках. Автор объёмного труда «Разделённое море: Средиземноморье в дописьменный период» (La mer partagée. La Méditerranée avant l'écriture, Hachette 1994, 2005).
Помимо археологических исследований, опубликовал роман «Почему я построил квадратный дом».

## Избранный список сочинений
- Guilaine J. De l’Orient à l’Occident : la néolithisation de la Méditerranée. Questions ouvertes. La neolitizzazione Tra oriente E Occidente. Comune di Udine. Edizioni del Museo Friulano di Sique ancient danubientoria Naturale, 2000.
- Guilaine J. La France d’avant la France. Du Neolithique a l’Age de fer. 1980.
- Guilaine J. La mer partagée. La Méditerranée avant l'écriture, Hachette 1994, 2005.
- Guilaine J. Pour une archéologie agraire, 1991.
- Guilaine J. (ed.) Premiers paysans du monde, la naissance des agricultures, Errance, 2000.
- Guilaine J., Fabre D. Histoire de Carcassonne. — Privat, 2001. — ISBN 2-7089-8328-8.